# 링옌난루역

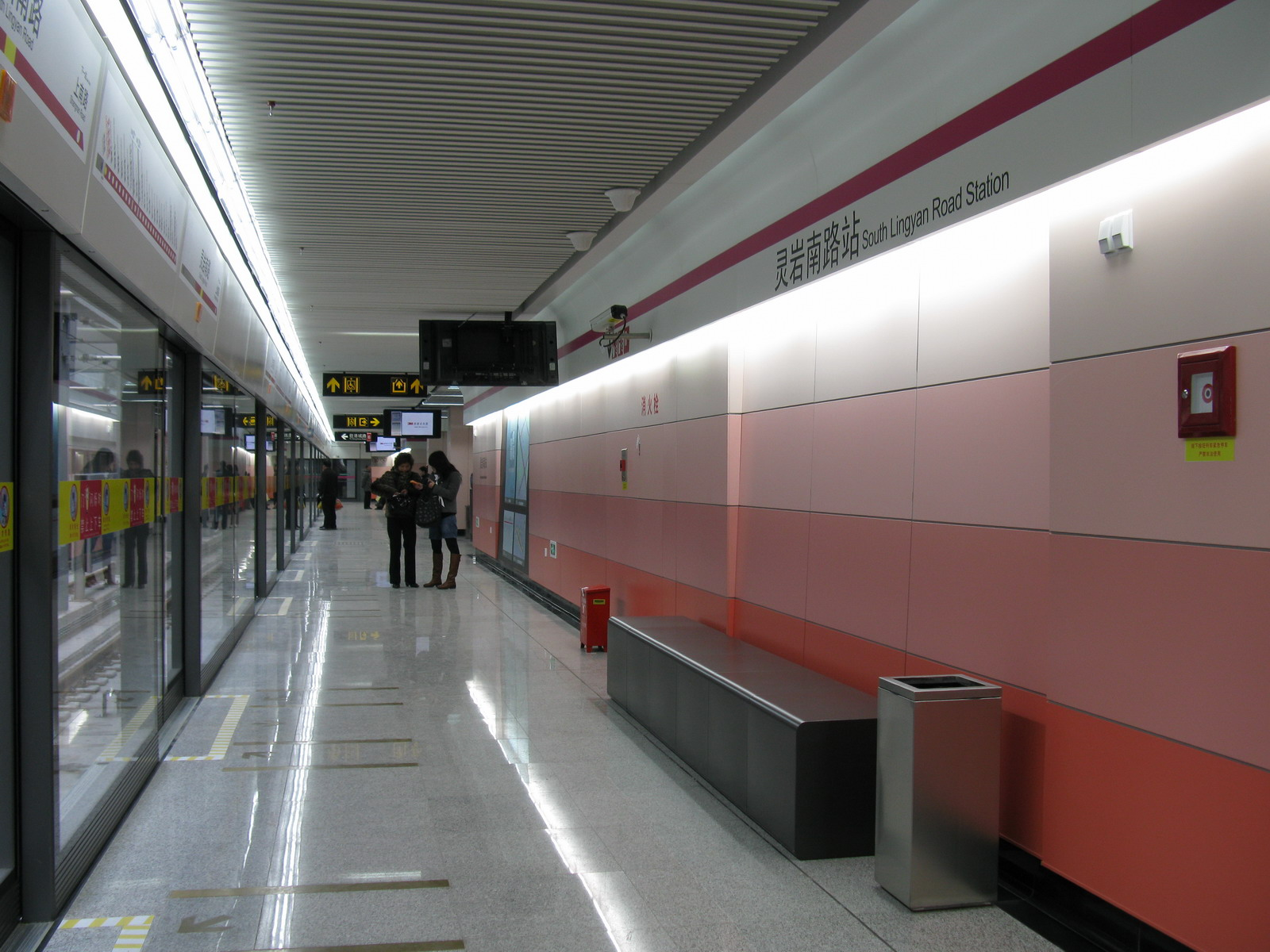
링옌난루역

링얀난루 역(중국어: 灵岩南路站, 영어: South Lingyan Road Station)은 중화인민공화국 상하이 푸둥 신구 싼린 진(三林镇)과 화샤시루(华夏西路), 링얀난루(灵岩南路)에 위치한 지하철 6호선 역이다. 2007년 12월 29일 개방되었다.

## 역사
- 2007년 12월 29일 6호선 역사 오픈

## 지하철역
- 상하이 지하철 6호선

## 역구조
1면 2선의 지하 측식 역사이다.